# Charlie McDonell
Charlie McDonnell er blogger og musiker fra Bath i Storbritannien.
Hun er især kendt for sin youtube kanal Charlieissocoollike, som hun oprettede tilbage i 2007. Siden er den blevet en stor succes og har over 1,8 mio. abonnenter og 270 mio. videovisninger (4. januar 2012). Som musiker er McDonnell medlem af Chameleon Circuit som er en samling af youtubere og Doctor Who fans, det kortlevede band Sons of Admirals og som solo-artist.